# 미나모토노 도루

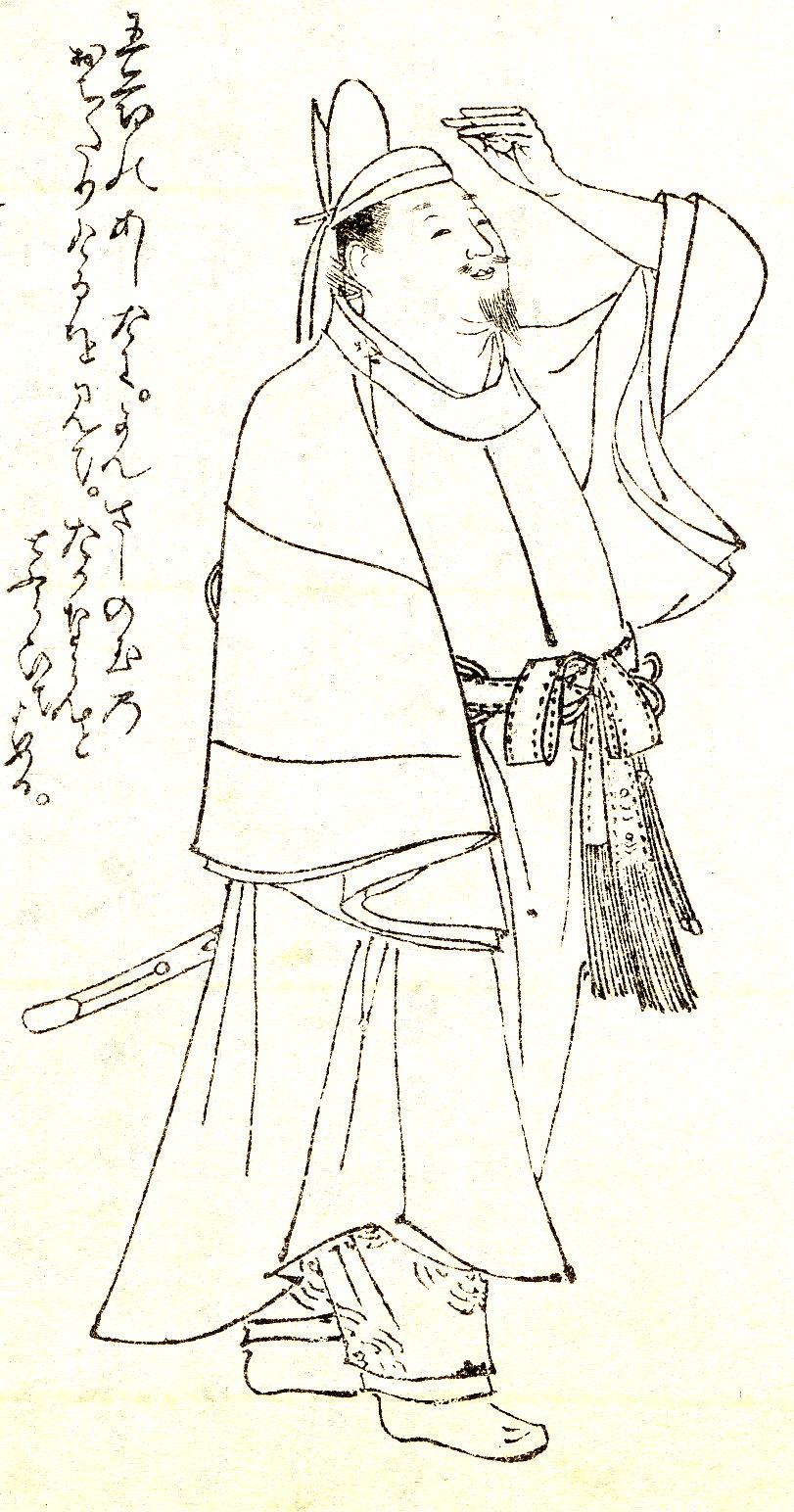
미나모토노 도루,『前賢故実』

미나모토노 도루(일본어: 源融)는 일본 백인일수중 한명이자 황족이다. 사가 천황(嵯峨天皇)의 12남이다. 다른 이름으로 가네라노 사다이진(일본어: 河原左大臣)이 있다. 문학작품인 겐지모노가타리의 주인공인 히카루 겐지의 모델이라는 설이 있다.

## 생애
조간(貞観) 12년 (872년)에 좌대신(左大臣)에 올랐다. 조간 18년 (876년)엔 우대신(右大臣)으로 있던 후지와라노 모토쓰네(藤原基経)가 요제이 천황(陽成天皇)의 섭정자로 내정된 것에 항의상소를 올리고 관직을 버리고 자택에서 칩거했다. 그 후 8년이 지난 후에야 고코 천황(光孝天皇)이 즉위하고 나서인 884년에 정무에 복귀했다. 요제이 천황의 양위 논쟁이 있을 때 미나모토노 도오루는 "어째서 가까운 황윤(皇胤)만 보고, 나는 계속 시중이나 들란 말인가"라며 자신의 위치에 대해 거세게 반발했다. 자신도 황윤의 한 명으로서 양위 후보로서의 인정을 요구한 것이다. 그러나 겐지라는 이유로 섭정이던 후지와라노 모토쓰네에게 거절을 당했다는 얘기가 전해지고 있지만, 사실관계는 부족하다.

## 사후
도오루의 사후, 그의 저택은 아들 노보루(昇, のぼる)에게 상속되었으나 우다 천황(宇多天皇)에게 헌상되었다. 헌상된 후 저택에서 머물던 우다 천황에게 도오루의 망령이 나타났다는 전설이 있다.

## 같이 보기
- 마쓰라 씨 - 도루는 마쓰라 씨의 시조이다.